# Libice nad Cidlinou (hradiště)
Libice nad Cidlinou (též hradiště Slavníkovská Libice) je raně středověké hradiště u stejnojmenné obce v okrese Nymburk. Nachází se západně od vesnice v poloze s pomístním názvem Na Hradě. Vzniklo v blízkosti soutoku Labe a Cidliny na počátku devátého století. Až do dvanáctého století plnilo důležitou správní funkci a je spjato s rodem Slavníkovců, zejména se svatým Vojtěchem a svatým Radimem. Roku 1961 bylo vyhlášeno jako archeologická památková rezervace, od roku 1965 je zapsáno jako kulturní památka ČR a od roku 1989 také jako národní kulturní památka ČR.

## Historie
Opevněné hradiště vzniklo na počátku devátého století, ale místo bylo osídleno Slovany již předtím. Na konci devátého století se na akropoli začalo pohřbívat a v polovině desátého století vznikl poblíž pohřebiště kostel. Archeologický výzkum na akropoli odhalil obytné i hospodářské stavby. V desátém století se husté osídlení rozšířilo do východní části považované za předhradí, ze kterého pochází nález pisátka a který dokladuje přítomnost vzdělané společenské vrstvy jako byli kněží nebo kupci. Přítomnost kupců lze odvodit také z polohy sídliště na významné obchodní stezce z Čech do Slezska k Vratislavi a dále k Baltskému moři. Obchodní spojení s pobřežím Baltského moře dokládají četné nálezy jantaru na zdejších pohřebištích.
V polovině desátého století byla na akropoli postavena honosná rezidence tvořená kostelem a palácem, která bývá  spojována s příchodem Slavníkovců, jejichž sídlo na Libici umístil kronikář Kosmas. V sedmdesátých a osmdesátých letech desátého století se na hradišti razily mince, na kterých se poprvé objevuje nápis LUIBUZ. Slavníkovci Libici ovládali po dvě generace až do roku 995, kdy ve svátek svatého Václava hradiště přepadl oddíl přemyslovských vojáků a vyvraždil většinu příslušníků rodu. Na místě kostela a paláce byly nalezeny stopy požáru, ale není jisté, jestli souvisí s touto událostí. Hradiště totiž existovalo dále jako přemyslovské správní centrum.
Dne 27. října 1108 došlo v Libici k další vraždě. Český kníže Svatopluk zde nechal zabít kastelána Božeje a jeho syna Bořuta z rodu Vršovců. Hradiště plnilo svou funkci nejméně do roku 1130, kdy se v pramenech objevuje naposledy. Sídlo knížecího správce se již na přelomu jedenáctého a dvanáctého století přesunulo do prostoru předhradí, a nevyužívaná akropole postupně pustla.

### Výzkum
První archeologický průzkum v Libici prováděl poděbradský lékárník Jan Hellich na konci devatenáctého století. Předmětem jeho zájmu byla zejména pohřebiště v okolí hradiště, která byla ohrožená šířící se zástavbou obce. Zájem o hradiště projevoval Josef Ladislav Píč a rozsáhlé výzkumy zde v letech 1948–1953 a 1967–1973 vedl Rudolf Turek. Menší záchranné výzkumy následovaly v dalších letech pod vedením J. Princové-Justové a ve 21. století na ně navázal průzkum nedestruktivními metodami, ke kterým patří povrchové sběry, letecké snímkování, geofyzikální měření a průzkum detektory kovů.

## Stavební podoba

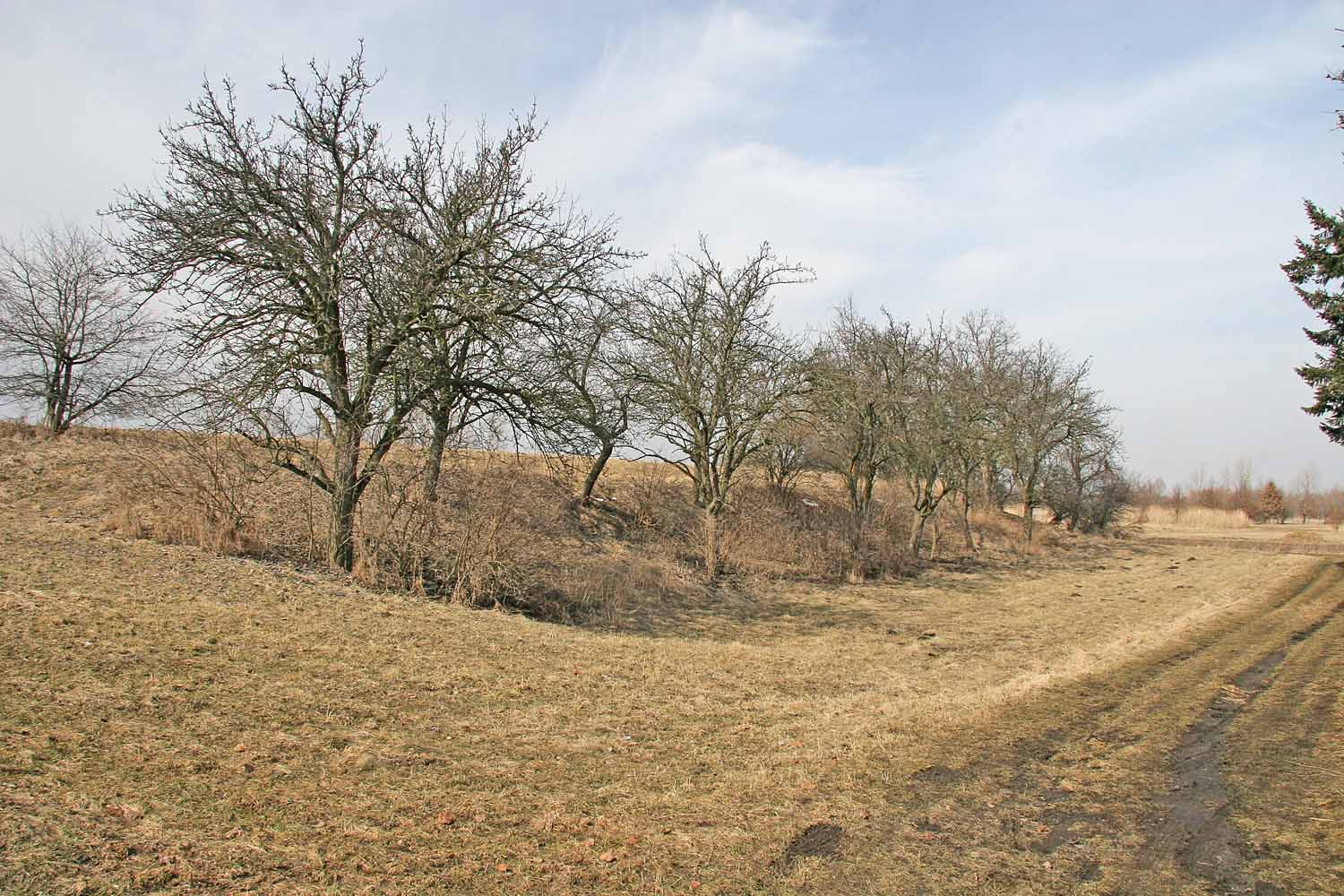
Pozůstatek opevnění

Na rozdíl od dřívějších názorů nestálo hradiště o celkové rozloze 26 hektarů v prostoru obklopeném mokřinami, ale bylo těsně obemknuté rychlým tokem Cidliny. Převýšení terénu nad řekou bylo v době existence hradiště asi šest metrů a celkový dojem mohutného opevnění dotvářely asi čtyři metry vysoké hradby, jejichž délka dosahovala okolo tří kilometrů. Eroze postupně úroveň terénu snížila přibližně o dva metry. V důsledku zemědělské a stavební činnosti se hradba částečně dochovala pouze v krátkém úseku poblíž cesty na akropoli. Její průběh a konstrukce je známá díky archeologickým výzkumům. Základem hradby byla dřevohlinitá konstrukce v čele zesílená opukovou zdí z nasucho kladených kamenů.
Hradiště stálo na dvou plochých pahorcích spojených úzkou šíjí. Prostor tzv. předhradí je zastavěný jádrem současné obce. Přibližně uprostřed byly odkryty základy stavby s kamennou podezdívkou. Byla dlouhá nejméně 22 metrů a podle nálezu pisátka bývá nedoloženě považována za kostel.
Západně od předhradí se nachází oválná část považovaná za akropoli. Poblíž fragmentu hradby stávala původně klešťovitá brána s rameny zataženými dovnitř hradiště. Postupně byla přesouvána a na konci desátého století u ní vznikla věž z nasucho kladených kamenů. Místo, kde stávala, je v terénu schematicky vyznačeno. V prostoru akropole je vyznačen půdorys kostela, jehož podoba je na území Čech neobvyklá a vychází pravděpodobně ze saské otonské architektury. Kostel se skládal z hlavní a příčné lodi, přičemž hlavní loď byla na východě ukončena půlkruhovou apsidou, kde k ní přiléhaly dva menší přístavky. Jižně od kostela je vyznačen půdorys paláce považovaného Rudolfem Turkem za mladší sídlo přemyslovského správce. Palác byl dřevěný, ale stál na kamenné podezdívce.